# John Fentener van Vlissingen
John Arthur Fentener van Vlissingen (4 maart 1939) is een Nederlandse zakenman. Hij behoort tot de rijkste Nederlanders en heeft grote investeringen in de reisindustrie gedaan. Het vermogen van John Fentener van Vlissingen wordt in 2020 door Quote geschat op € 2,1 miljard euro.
John Fentener van Vlissingen is de middelste van de drie zonen van Jan Fentener van Vlissingen (1907-1987), president-directeur van de Steenkolen Handels Vereeniging (SHV), het huidige SHV Holdings. Zijn broers ir. Frits Fentener van Vlissingen (1933-2006) en dr. Paul Fentener van Vlissingen (1941-2006) waren beiden voorzitter van de raad van bestuur van SHV. Als enige van de drie broers maakte John Fentener van Vlissingen geen carrière in het familiebedrijf, maar richtte hij in 1975 zijn eigen onderneming BCD Holdings N.V. op. Het bestaat uit BCD Travel (zakenreizen), Travix (online reizen), Park ’N Fly (parkeren nabij luchthavens), Airtrade Holland (consolidating en fulfillment) en Parkmobile International (mobiele parkeer- en verkeersapplicaties). BCD Holdings is in 2020 actief in 109 landen met circa 14.900 medewerkers en een totale omzet, inclusief partneromzet, van 27,5 miljard dollar.
John Fentener van Vlissingen is oprichter van de lobbygroep "Stichting Familie Onderneming" om familiebedrijven beter voor het voetlicht te brengen. Dit gebeurt onder andere door het uitreiken van de Familiebedrijven Award.